# Georgius Agricola
Georg Bauer, známější pod latinizovaným jménem Georgius Agricola (obě jména znamenají rolník; 24. března 1494, Glauchau, Sasko – 21. listopadu 1555, Chemnitz), byl významný německý učenec. Je autorem po stovky let užívané hornické příručky a často je nazýván otcem mineralogie.
Studoval filologii, teologii a filozofii na univerzitě v Lipsku, poté k nim přidal ještě studium přírodních věd a medicíny. Roku 1527 se stal městským lékařem a lékárníkem v Jáchymově. V roce 1530 přesídlil do Saské Kamenice (Chemnitz). I tam byl po třech letech stanoven městským lékárníkem. Na krátkou dobou byl zvolen i starostou, ale z náboženských důvodů (byl katolíkem v protestantském městě) byl přinucen rezignovat.
Jeho stěžejním dílem je dvanáct knih o hornictví, De re metallica libri XII, které byly vydány v roce 1556 až po jeho smrti, byť je nejspíš napsal už v roce 1550. Obsahují popisky dolů, techniky větrání, odvodňování, ražby (spolupracoval s grafikem Basiliem Weffringem). Tyto knihy shrnuly soudobé znalosti i Agricolovy vlastní poznatky a na minimálně 200 let se staly nejužívanější příručkou pro dobývání rud a jejich hutní zpracování. Další významná díla jsou De mensurio et ponderibus (z roku 1533, o antických mírách – míry v té době nebyly ještě unifikovány) nebo De precio metallorum et monetis (1549) – porovnání ceny kovů a mincí (úvahy, pro které je pokládán za jednoho z předchůdců merkantilismu).

## Život a dílo

### Mládí
Georgius (Jiří) Agricola se narodil dne 24. března 1494 v Hluchově (Glauchau), tehdy hlavním městě schönburského hrabství v Sasku. O jeho rodině a mládí toho mnoho nevíme, protože Hluchov vícekrát vyhořel a starší písemnosti se nezachovaly. Do školy snad začal chodit v rodném městě, pak se učil v Cvikově na tamní tehdy již známé latinské škole. Potom studoval na univerzitě v Lipsku teologii, filosofii a zejména filologii. Záhy na sebe upozornil své učitele, zvláště pak profesora Petra Mosellana, s nímž se spřátelil. Asi v této době Agricola, původním jménem Bauer, tuto formu jména odložil, aby po vzoru renesančních učenců používal latinský překlad jména.

### Studium a vzdělání
Po třech a půl letech opustil Lipsko jako bacalaureus artium (bakalář svobodných umění), odešel do Cvikova, kde byl na naléhání Štěpána Rotha, tehdy rektora latinské školy, která byla právě rozšiřována o oddělení řeckého a hebrejského jazyka, jmenován Agricola v roce 1518 učitelem řečtiny. A zde také napsal svou první knihu Libellus de prima ac simplici institutione grammatica, tedy malou latinskou gramatiku, kterou vydal lipský nakladatel Lotter v roce 1520. Když téhož roku přešel Štěpán Roth na latinskou školu do Jáchymova, převzal Agricola jeho funkci a do roku 1522 ústav řídil. Téhož roku se Agricola vrátil zpět na svou lipskou Alma mater, kde byl ustanoven Mosellanovým lektorem a zřejmě vedle toho tu byl posluchačem medicíny. Jak dlouho zde působil a studoval, není známo. V roce 1524 Mosellanus zemřel a Agricola se vydal na studijní cestu, zprvu do Basileje a pak do Itálie, aby tam filologická studia zaměnil za lékařská a přírodovědná, o něž se již dříve zajímal v Lipsku. Tyto vědní obory studoval v Bologni, potom po dva roky v Benátkách a konečně ve Ferraře, kde byl promován na doktora medicíny. Roku 1526 byl Agricola již v Německu, dokonce se nějaký čas zdržoval v Čechách v Krkonoších. Roku 1527 v Jáchymově přijal místo městského lékaře, uvolněné Dr. Georgem Sturzem, synem důlního podnikatele z Annabergu, který odešel do Erfurtu.

### Tvorba
Již za studií v Itálii si Agricola uvědomil, jak nedostatečné jsou znalosti o anorganických látkách, které mají velký význam v medicíně.

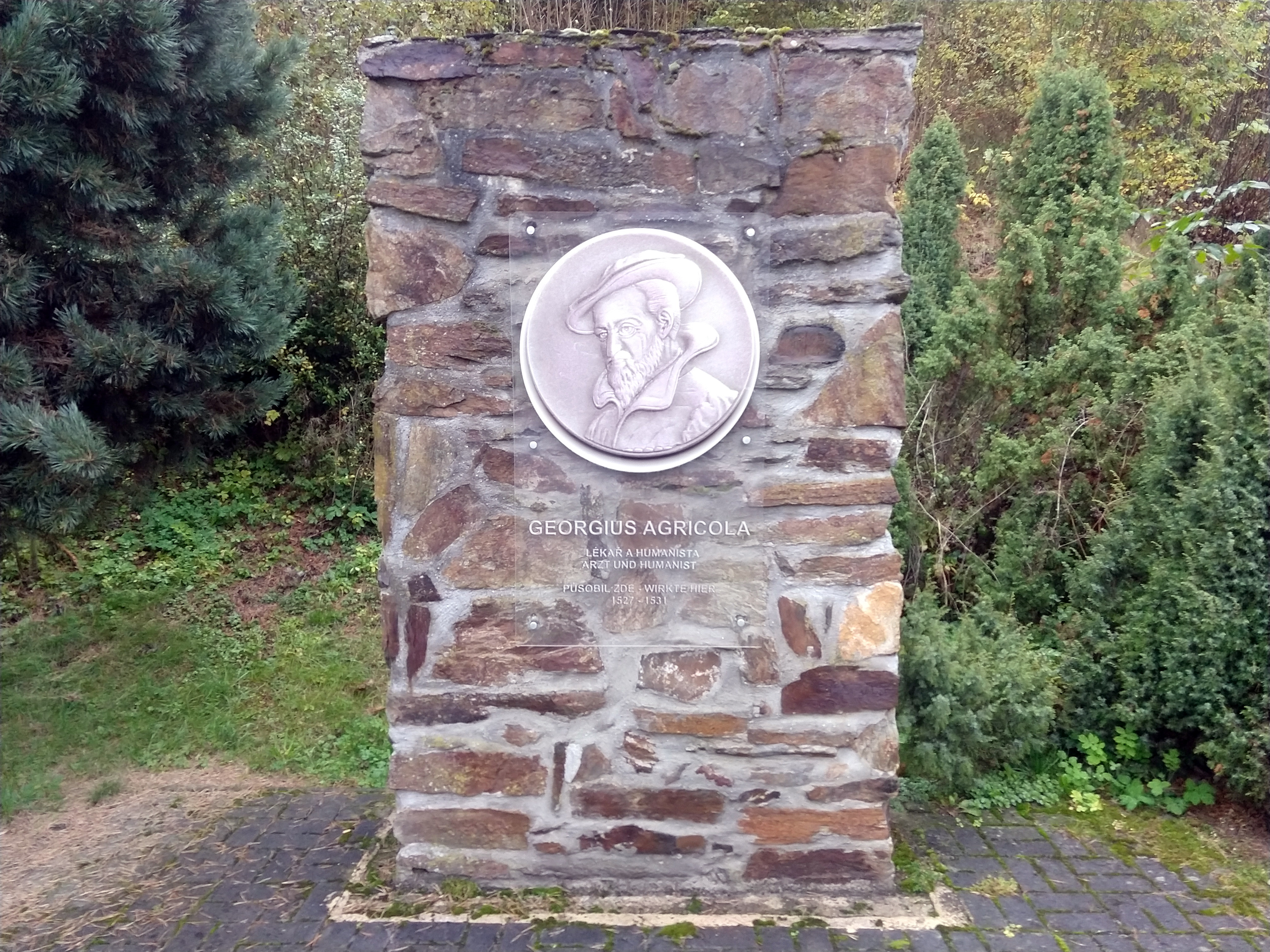
Pomnik Georga Agricoly v Jáchymově

V Jáchymově se v roce 1516 započalo s těžbou stříbrných a dalších rud, což mělo pro Agricolu velký význam, protože již léta toužil získat znalosti o kovech a jejich sloučeninách a o možnostech aplikace těchto látek v lékařství. Agricola zde trávil volný čas studiem oblíbených latinských a řeckých autorů, stejně jako čilým stykem se zkušenými horníky, zvláště s Bartolomějem Bachem, toho času městským písařem a zejména Vavřincem Bermannem, hutním kontrolorem, který se výjimečně vyznal ve vědách, hornictví a hutnictví.

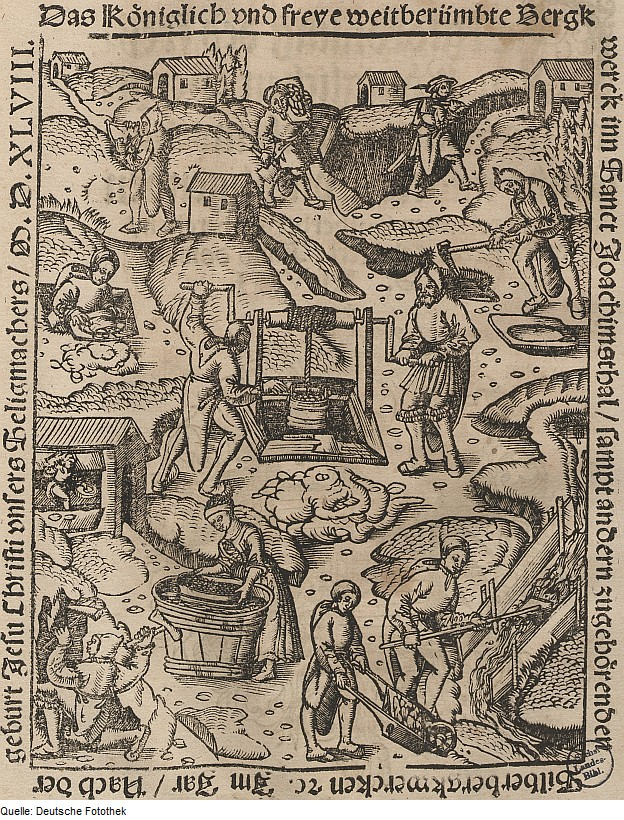
Těžba stříbra v Jáchymově na obrázku z roku 1548

Zde napsal Agricola svůj první mineralogicko-hornický spis, vytištěný v roce 1530 u Frobena v Basileji, který je zároveň prvním tištěným spisem o Jáchymově: „Bermannus sive de re metallica dialogus“ (Bermannus neboli dialog o hornictví). Spis je rozmluvou mezi Bermannem a dvěma učenými lékaři, městskými fyziky Dr. Janem Näviem, pozdějším tělesným lékařem saského kurfiřta, a Dr. Mikolášem Anconem, snad domácím lékařem hraběte Šlika.

Autor vděčně vzpomíná na své přátele Bacha a přítomného Bermanna, jimž vděčí, že ho do hornictví zasvětili. Pak je tu podán historický přehled až do hornictví své doby a mluví o významných hornických městech: Freibergu, Annabergu, Jáchymově, Eislebenu a Goslaru, o četných šachtách a jejich důlním zařízení. Následuje obsáhlý exkurs do mineralogie, uvádí údaje starých, porovnává je s údaji pozdějších spisovatelů a přirozeně věnuje zvláštní pozornost vlastním zkušenostem. Autor zde pronáší poznatek, že minerály stejného vzhledu a barvy nemusí být z téže látky. Závěr má charakter geologické rozpravy, kde se hovoří o nadloží, podloží, o žilách, výskytu drahých kovů, stříbra a zlata, o rudách měděných, železných a nerostech vůbec.

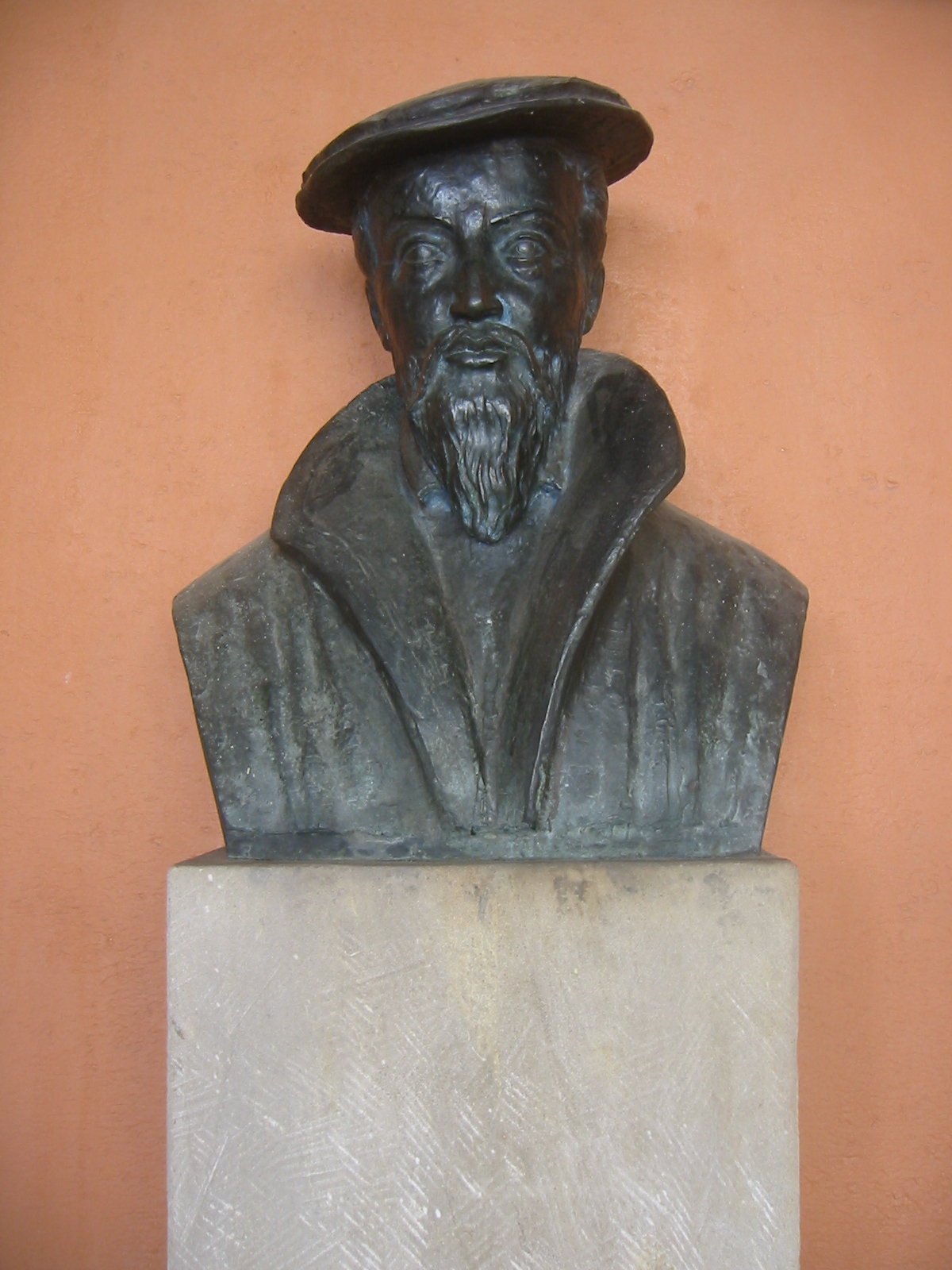
Pomník Georga Agricoly v Saské Kamenici (Chemnitz)

Agricola napsal Dialogus mezi roky 1526 až 1527, ale neměl odvahu toto dílo publikovat. Teprve Petr Plateanus, tehdy rektor latinské školy v Jáchymově, který byl s autorem v přátelských stycích, ho přiměl k tomu, aby tento mineralogický traktát došel zveřejnění. Je třeba říci, že než se tak stalo, dostal se rukopis do rukou humanisty Erasma Rotterdamského, který Dialogus pochválil (1530).
V roce 1530 se v Jáchymově objevil na Agricolově místě městský lékař a fyzik, Magistr Magnnus Hund. Zdali zůstal Agricola ve městě dále či nikoliv, je těžké říci. Víme, že v roce 1533 byl ustanoven městským lékařem a fyzikem v Kamenici (Chemnitz), kde pak setrval až do konce života. S Jáchymovem zůstal v přátelských stycích a vztazích a víme o tom, že sem přicházel občasně na návštěvu.
Z korespondence se Štěpánem Münsterem z roku 1534 plyne, že Agricola se kromě přírodovědných studií zabýval též vlasteneckými dějinami a historiografií. A skutečně teprve roku 1544 začíná Agricola se soustavným zveřejňováním výsledků několikaletého studia:
- roku 1544 publikuje „de ortu et causis subterraneorum“ (O vzniku a věcech podzemských) • roku 1545 „de natura eorum, quae efluund e terra“ (O jich povaze, které unikají ze země)

Obě tyto studie byly věnovány Mořici Saskému. Ten Agricolovi na radu kurfiřtského rady Jiřího Commerstadta udělil honorované roční stipendium a současně jej potvrdil ve funkci starosty města Kamenice.
Dále následovaly práce:
- roku 1546 „de natura fossilium lib. X“ a spis • „de veteribus et novis metallis lib. II“ (O povaze zkamenělin a O starých a nových kovech), které autor doplnil cenným latinským a německým glosářem.

Tyto dosti rozsáhlé spisy jsou důkazem, jak vážně se Agricola zabýval úmyslem prozkoumat anorganickou přírodu. Zajímal se o zkameněliny, ale tyto ještě neodděluje od minerálů, o původ horkých pramenů v Karlových Varech nebo Wolkensteinu, což si vysvětluje podzemními požáry hornin a hnědého uhlí, jak je znal z Cvikova a tehdejšího Falknova atd.
Z této doby pocházejí jeho přírodovědná pojednání, která sám zmiňuje (nebyla tištěna) jako kupříkladu „de medicatis fontibus“ (o léčebných pramenech, „de terrae motus“ (O zemětřesení).
- roku 1548 „de animalibus subterraneis lib. II“ (O živočiších podzemních), zde hledá důkaz, že existuje podzemní život tvorů, což mu dokazovaly petrefakty • roku 1544 se zmiňuje o tom, že „Topographie von Meissen“ je již hotova (ale subvenci od dvora k vydání tohoto díla nedostal. Snad v tomto čase pracoval na „Geschichte des Sachsenstammes“ (O dějinách saského kmene).

Od mineralogických a nyní i historických úvah Agricola obrátil svou pozornost na míry, váhy a mincovnictví. A skutečně roku 1550 se u tiskaře Frobena objevila jeho pojednání:
- „de mensuris et ponderibus Romanorum atque Graecorum lib. V“ (O mírách a váhách Římanů a Řeků) • de extermis mensuris et ponderibus lib.II“ (O Vnějších (zahraničních) mírách a váhách) a četné další.

V roce 1552 Agricola složil úřad starosty a fyzikát, aby se mohl nerušeně věnovat vlastním studiím. V tom čase byla již dva roky hotova Agricolova největší a nejslavnější práce De re metallica libri XII. Tato velice rozsáhlá práce, rozdělená do dvanácti částí (knih), věnovaná saskému kurfiřtovi Mořicovi, obsahuje podrobné vylíčení veškerých tehdejších hornických a hutnických činností, skutečnou encyklopedii těchto umění. Kompendium je vybaveno početnými zajímavými obrázky – dřevoryty velmi dobré úrovně. Shodou okolností vyšla kniha v roce 1556, čtyři měsíce po autorově skonu. Byla mnohokrát vydávána, přeložena do různých jazyků. Agricola udal nový směr, jak pohlížet na anorganickou přírodu. Odmítal neplodné scholastické úvahy a byl vysloveně pro exaktní pozorování. Jeho systém a základy platily až do začátku 18. století. Agricola se v mládí klonil k protestantství, ale přesto zůstal katolíkem. Byl dvakrát ženat a z těchto manželství se mu narodilo několik dětí; ze tří synů se dva starší stali kanovníky v Erfurtu. Na sklonku života trpěl nedostatkem i nouzí, protože spotřeboval spoustu peněz na vydávání svých děl. Ačkoli měl v úmyslu napsat vlastní životopis, nestačil tak učinit.
Georgius Agricola zemřel 21. 11. 1555 v Kamenici, raněn mrtvicí. Jiří Fabricius o tom uvědomil Melanchtona: Agricola měl čtyři dny trvající horečku. Jako horlivému katolíkovi kamenický pastor Tittelbach odmítl vykonat pohřeb; mrtvola zůstala po pět dní ležet, než ji pochovali v zámecké kapli v městě Zeitz.

## Zajímavost
Jméno „J. Agricola" je umístěno pod okny Národního muzea v Praze spolu s dalšími, viz Dvaasedmdesát jmen české historie.